# Cardinalis sinuatus
El cardenal pardo o cardenal desértico (Cardinalis sinuatus) es una especie de ave paseriforme de la familia que vive en Norteamérica. Está clasificado en el mismo género con el cardenal rojo y el cardenal bermejo.
Es principalmente una especie residente de México, pero se encuentra también en el sur de los Estados Unidos, en los estados de Arizona, Nuevo México, y Texas. 
Mide unos 21 cm de longitud.
El macho es de color gris y rojo carmín. El color rojo se concentra en el pecho, la garganta, la máscara alrededor de los ojos y el pico, en la cresta, en algunas plumas de las alas y en la base de la cola. El resto del cuerpo es gris, más oscuro en las alas y las plumas de la cola.
La hembra es parda grisácea, con la espalda gris y algunas pequeñas manchas rojas en la cresta y las alas. Los machos juveniles son similares a las hembras, pero con el pico oscuro.
El pico de estas aves es amarillo, robusto y curvo, un poco similar al de los pericos.